# Renārs Rode
Renārs Rode (* 6. dubna 1989, Riga, Lotyšská SSR, SSSR) je lotyšský fotbalový obránce a reprezentant momentálně působící v klubu FK RFS.

## Klubová kariéra
Renārs působil v Lotyšsku v klubech JFK Olimps a Skonto Riga. Za Skonto odehrál i dva zápasy v předkolech Ligy mistrů a osm v Evropské lize. Celkem odehrál v lotyšské lize 105 zápasů a vstřelil 11 gólů.
V prosinci 2013 se domluvil na dvouleté smlouvě s českým klubem FK Teplice, který posiloval v zimní ligové přestávce kádr. V Teplicích se ale neprosadil, nenastoupil ani do jednoho ligového zápasu.
Poté se vrátil do Lotyšska, kde hrál za FK Ventspils i Skonto Riga. V lednu 2016 jej angažoval moravský klub SK Sigma Olomouc, který potřeboval zacelit obranu po odchodu zkušeného beka Romana Hubníka, který byl v Sigmě na hostování z FC Viktoria Plzeň.

## Reprezentační kariéra
V A-mužstvu reprezentace Lotyšska debutoval 6. září 2013 v kvalifikačním zápase na MS 2014 v Brazílii proti sousední Litvě. Dostal se na hřiště v samotném závěru zápasu, který skončil vítězstvím domácího Lotyšska 2:1. K dalšímu utkání nastoupil tentokrát v základní sestavě (v téže kvalifikaci) 15. října 2013 a svou první brankou v národním týmu se podílel na remíze 2:2 se Slovenskem. Prosadil se v nastaveném čase. Lotyšsko obsadilo v kvalifikační skupině G nepostupové páté místo.

### Reprezentační góly
Góly Renārse Rodeho za A-mužstvo Lotyšska
| 010                 | 15. 10. 2013 | Skonto stadions, Riga, Lotyšsko | Slovensko | 02:2 0(90+2.) | 2:2 | kvalifikace na MS 2014 |
| Platí k 31. 1. 2016 |              |                                 |           |               |     |                        |